# Enric Soler i Godes
Enric Soler i Godes (Castellón de la Plana, 1903 - Valencia, 1993) fue un escritor y pedagogo español.

## Biografía
Empezó su carrera periodística con tan solo 14 años en Castellón de la Plana, en el diario La Provincia Nueva. Estudió magisterio en la Escuela Normal de Tarragona, obteniendo el título el año 1921. El año 1923 aprueba las oposiciones a maestro y empieza su trabajo en la escuela del distrito de Chantada, Lugo.
Colabora con diversas publicaciones y diaris, entre los que destaca El Mercantil Valenciano, Heraldo de Castellón y La Publicitat de Barcelona, Mirador, Destino, El Camí y Las Provincias. Fue uno de los firmantes de las Normas de Castellón y presidente de la sección de literatura de Lo Rat Penat.
En su trabajo pedagógico destaca la introducción de los métodos de Célestin Freinet en los pueblos de la provincia de Castellón, especialmente en Ortells y San Juan de Moró, donde ejerció de maestro, publicando la revista Sembra, elaborada e impresa por sus alumnos.
Entre su producción literaria se encuentran diversos libros de poesías, como El cel és blau, Bestioles, Cançons d'ahir i de demà, etc.
El año 1990 se edita su poesía completa y el año 2001 la antología de textos Enric Soler i Godes: l'escola i la cultura

## Influencia
La Universidad Jaime I cuenta con una Fundación que lleva su nombre, cuyo objetivo es promover las relaciones entre la Universidad y otros niveles de la educación y el fomento de la investigación pedagógica. Ha sido creada con el apoyo de la Diputación de Castellón, el Ayuntamiento de Castellón de la Plana y la familia del maestro, y cuenta con el patrimonio donado por la familia del maestro y por el Movimento de Cooperativas de la Escuela Popular Valenciana, integrado por libros que el mismo Soler i Godes imprimió en su imprenta manual, por obras valencianas, del resto de España y de América del Sur, que utilizaron este aparato para reproducirse, y por su biblioteca particular sobre temas educativos, un total de más de 700 títulos.

## Obras

### Poesía
- 1933 I el cel és blau
- 1952 Bestioles: ni epigrames ni faules
- 1964 Cançons d'ahir i de demà

### Prosa
- 1953 Calendari Faller
- 1953 Valencians a Mèxic
- 1960 Bio-bibliografía de Francesc Almela i Vives
- 1960 Els primers periòdics valencians
- 1966 Els valencians pintats per ells mateixos
- 1970 Notes d'un cronista
- 1971 Crònica del primer Congrés d'Història del País Valencià
- 1974 Llegir i escriure (beceroles valencianes)
- 1974 Carlos Sarthou Carreres, bibliografía castellonense
- 1978 Las Fallas de Valencia (1849-1977)
- 1981 Jaume I (1276-1876) Primer Centenari del seu traspàs